# Moruga (apellido)
Moruga es un apellido español.